# Meteorium latifolium
Meteorium latifolium là một loài Rêu trong họ Meteoriaceae. Loài này được (S.O. Lindberg) Broth. mô tả khoa học đầu tiên năm 1906.